# Wielka Pustynia Piaszczysta
Wielka Pustynia Piaszczysta (ang. Great Sandy Desert) – piaszczysta pustynia w północno-zachodniej części Australii Zachodniej na południe od wyżyny Kimberley, granicząca od południa z Pustynią Gibsona, w 2009 roku wpisana na listę rezerwatów biosfery UNESCO. Obszar jej wynosi ok. 360 000 km².
Przez pustynię biegnie ciągnąca się w kierunku północno-wschodnim droga Canning Stock Route o długości około 1600 km.

## Warunki naturalne
Pustynia obejmuje około 360 tys. km² (wg innych szacunków 395,25 tys. km²). Ulokowana jest w środkowo-północnej części Australii zachodniej oraz południowym Terytorium Północnym, między Wyżyną Kimberley a Pustynią Gibsona. To wielki płaski równinny prawie niezamieszkany obszar, położony na wysokości od 300 m n.p.m. na południu do 700 m n.p.m. na północy; w środkowej części kamienisty. Krajobraz cechują połacie czerwonego piachu, wydmy i rozmieszczone gdzieniegdzie ostańce.
Klimat zwrotnikowy wybitnie suchy. Średnie temperatury w lipcu osiągają 15–18 °C, w styczniu – 30–33 °C Temperatura może przewyższać 40 °C. Suma opadów na południu wynosi około 200 mm, na północy – 500 mm.

## Flora i fauna
Pustynię porasta bardzo skąpa szata roślinna (m.in. Parkinsonia aculeata), aczkolwiek po opadach deszczów rozwijają się na krótko rośliny jednoroczne. W zasolonych bagnistych obniżeniach występują również skupiska słonolubnych halofitów.
W obrębie Wielkiej Pustyni Piaszczystej znajduje się rezerwat Newhaven Wildlife Sanctuary o powierzchni 261 610 hektarów. Odnotowano w nim 27 gatunków ssaków, w tym skałoskakuna gruboogonowego (Zyzomys pedunculatus), krótkonosa złocistego (Isoodon obesulus) oraz obecnie nie występującego już tutaj filandra kosmatego (Lagorchestes hirsutus). W rezerwacie stwierdzono również ponad 175 gatunków ptaków; należą do nich szczeciogonek rdzawogłowy (Stipiturus ruficeps), białoczółka obrożna (Aphelocephala nigricincta), zielak skalny (Amytornis purnelli) i wąsaty (A. striatus). W okolicy Newhaven widziano również rzadką papużkę żółtobrzuchą (Pezoporus occidentalis), księżniczkę wspaniałą (Polytelis alexandrae) i sokoła siwego (Falco hypoleucos).